# Máriássy Gábor
Márkus- és batizfalvi Máriássy Gábor (Igló, 1807. június 3. – Eger, 1871. október 26.) római katolikus főpap, fölszentelt címzetes paleopoliszi püspök.

## Élete

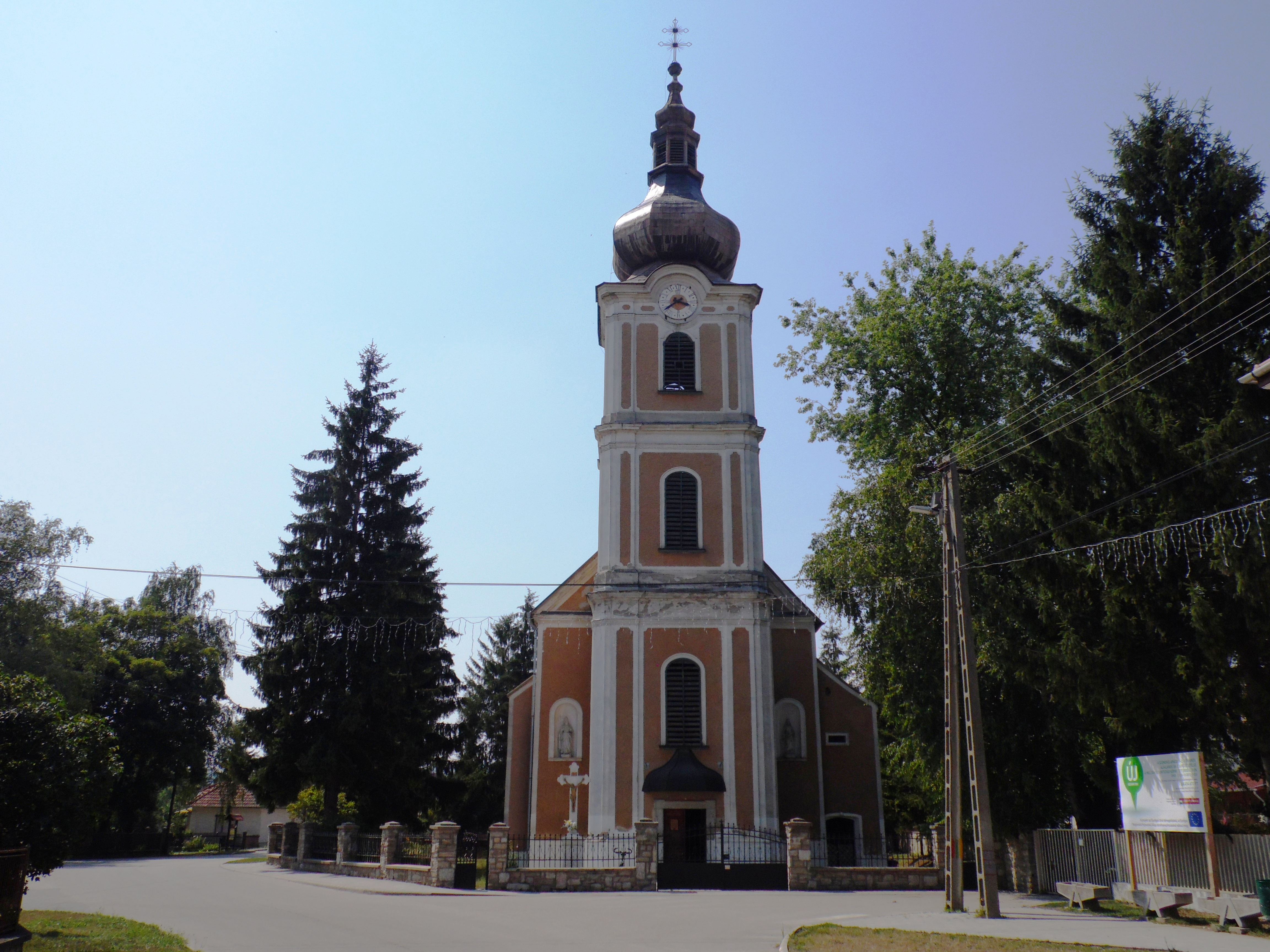
A szendrői Assisi Szent Ferenc római katolikus templom

A gimnáziumot Miskolcon végezte, a szemináriumi tanulmányait Egerben folytatta, a bécsi  Pázmáneumban pedig teológiát hallgatott.
1830. június 9-én szentelték pappá. Egyházi pályafutása töretlenül haladt előre, ennek során először Makláron volt káplán, majd  érseki szertartó és iktató, szentszéki aljegyző. 1835. július 14-től Szendrő plébánosa, majd 1844 október 16-tól miskolci alesperes. 1847. január 30-tól egri kanonok, 1851. március 5-től pedig iváni apát.  1857. február 1-től pankotai, december 12-től székesegyházi főesperes. 1861-től egri érseki helyettes, már olvasókanonokként jelentős szerepet játszott Eger városának életében, ahol szegényintézeti elnökként is tevékenykedett.
1864. december 20-án Ferenc József címzetes püspöknek javasolta a Szentszéknél. Az uralkodói felterjesztést IX. Piusz pápa 1865. március 27-én erősítette meg. Bartakovics Béla egri érsek 1865. május 14-én szentelte fel címzetes paleopoliszi püspökké. 1870-ben az egri érsek helynökeként vett részt az I. vatikáni zsinaton.
1871. október 26-án hunyt el Egerben, október 28-án az egri Főszékesegyházban helyezték örök nyugalomra.

Neve – Máriási Gáborként – megtalálható az 1635–ben építeni kezdett barokk stílusú szendrői Assisi Szent Ferenc római katolikus templom előterében található márvány emléktáblán. A tábla a 14. század óta a településen szolgált ismert katolikus papok neveit és a városban eltöltött szolgálati idejét tartalmazza, így állítva nekik emléket.

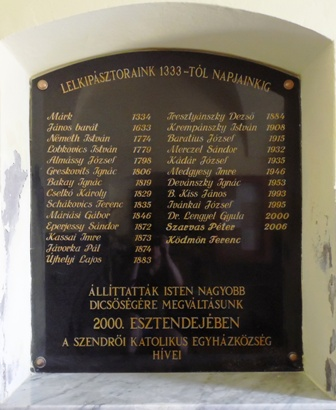
A szendrői római katolikus templom előterében látható emléktábla Máriássy Gábor nevével.